# Mavelikara
Mavelikara – miasto w Indiach, w stanie Kerala. W 2011 roku liczyło 26 421 mieszkańców.